# Yoshie Kashiwabara
Yoshie Kashiwabara (柏原芳恵), d'autèntic nom Yoshie Kashihara, és una cantant, compositora i model fotogràfica japonesa que va assolir fama al Japó durant la dècada de 1980.

## Biografia
Yoshie Kashiwabara, natural del districte de Nishinari, a la ciutat d'Osaka, va nàixer l'1 d'octubre de 1965. Va començar en el món de l'espectacle l'any 1979 en participar i guanyar al programa de selecció de nous talents musicals Star Tanjô, de la Nippon TV. El 1980, amb només 14 anys va traure el seu primer senzill i el 1981 aconseguiria la fama amb el seu seté senzill: "Hello, goodbye".
Des de 2008 Kashiwabara no ha tret cap senzill, però si alguns àlbums de covers, tot i que ja no canta professionalment.

## Discografia

### Singles
| Nº | Llançament     | Llançament | Llançament                                                |
| Nº | Data           | Any        | Single                                                    |
| -- | -------------- | ---------- | --------------------------------------------------------- |
| 1  | 1 de juny      | 1980       | No.1                                                      |
| 2  | 5 de setembre  | 1980       | "Mainichi ga Valentine" (毎日がバレンタイン)              |
| 3  | 25 d'octubre   | 1980       | "Dai 2 Shô: Kuchizuke" (第二章・くちづけ)                 |
| 4  | 25 de febrer   | 1981       | "Otome gokoro nani iro?" (乙女心何色?)                    |
| 5  | 25 de maig     | 1981       | "Glass no Natsu" (ガラスの夏)                             |
| 6  | 5 de setembre  | 1981       | "Melancoly Hakusho" (めらんこりい白書)                    |
| 7  | 15 d'octubre   | 1981       | "Hello, Goodbye" (ハロー・グッバイ)                       |
| 8  | 5 de febrer    | 1982       | "Koibitotachi no Café Terrace" (恋人たちのキャフェテラス) |
| 9  | 21 d'abril     | 1982       | "Nagisa no Cinderella" (渚のシンデレラ)                   |
| 10 | 21 de juliol   | 1982       | "Ano Basho Kara" (あの場所から)                           |
| 11 | 1 d'octubre    | 1982       | "Karin" (花梨)                                            |
| 12 | 11 de gener    | 1983       | "Haru nano ni" (春なのに)                                 |
| 13 | 13 d'abril     | 1983       | "Chottonara Biyaku" (ちょっとなら媚薬)                    |
| 14 | 29 de juny     | 1983       | "Natsumoyô" (夏模様)                                      |
| 15 | 21 de setembre | 1983       | "Tiny Memory" (タイニー・メモリー)                        |
| 16 | 1 de desembre  | 1983       | "Camuflage" (カム・フラージュ)                            |
| 17 | 29 de febrer   | 1984       | "Tremolo" (ト・レ・モ・ロ)                                |
| 18 | 30 de maig     | 1984       | "Itazura Night Doll" (悪戯NIGHT DOLL)                     |
| 19 | 5 de setembre  | 1984       | "Saiai" (最愛)                                            |
| 20 | 1 de gener     | 1985       | "Lonely Canary" (ロンリー・カナリア)                      |
| 21 | 3 d'abril      | 1985       | "Machikutabirete Yokohama" (待ちくたびれてヨコハマ)       |
| 22 | 3 de juliol    | 1985       | "Taiyô ga Shitteiru" (太陽は知っている)                   |
| 23 | 11 de setembre | 1985       | "Shinobi Ai" (し・の・び・愛)                             |
| 24 | 1 de gener     | 1986       | "Haru gokoro" (春ごころ)                                  |
| 25 | 11 de maig     | 1986       | "Hanayome ni naru Asa" (花嫁になる朝)                     |
| 26 | 30 de juliol   | 1986       | "Onna Tomodachi" (女ともだち)                             |
| 27 | 1 de gener     | 1987       | "Tochū gesha" (途中下車)                                  |
| 28 | 1 de maig      | 1987       | "A・r・i・e・s"                                           |
| 29 | 26 d'octubre   | 1987       | "Fuyu no Kujaku" (冬の孔雀)                               |
| 30 | 11 de maig     | 1988       | "Tasogare no Diary" (黄昏のダイアリー)                    |
| 31 | 4 de desembre  | 1988       | "Aishita dake yo" (愛しただけよ)                          |
| 32 | 22 de febrer   | 1989       | "Kaseki no Mori" (化石の森)                               |
| 33 | 6 de desembre  | 1989       | "Anata nara dô suru" (あなたならどうする)                 |
| 34 | 24 de maig     | 2006       | "MaMa"                                                    |
| 35 | 9 de gener     | 2008       | "Kuchizuke ni negai wo" (くちづけに願いを)                |